# Carlo Holse
Carlo Holse, né le 2 juin 1999 à Copenhague au Danemark, est un footballeur danois qui évolue au poste d'ailier droit au Samsunspor.

## Biographie

### FC Copenhague
Né à Copenhague au Danemark, Carlo Holse est formé au FC Copenhague, l'un des clubs les plus importants du pays. Il joue son premier match en professionnel le 1er mars 2017, en Coupe du Danemark, face au B 93 Copenhague. Il entre en jeu en cours de partie ce jour-là, et son équipe gagne la partie (0-3). Il inscrit son premier but en professionnel lors de cette même compétition le 20 septembre 2017, face au Skive IK. Titulaire lors de cette rencontre, il réalise même un doublé en marquant un second but, permettant à son équipe de s'imposer (0-3). Le 23 septembre suivant, Carlo Holse fait ses débuts en Superligaen, en entrant en jeu à la place de Piéros Sotiríou, lors d'une victoire de Copenhague contre le Silkeborg IF (4-0).

### Esbjerg fB
Alors qu'il commence la saison 2018-2019 au FC Copenhague, il est prêté le 30 janvier 2019 au Esbjerg fB, jusqu'à la fin de celle-ci. Le club avait déjà tenté de le recruter lors de l'été 2018, sans succès.

### Retour au FC Copenhague
Carlo Holse est de retour au FC Copenhague après son prêt, à l'été 2019. Le 23 juillet 2019, il joue son premier match de Ligue des Champions, lors de la rencontre de qualification face à The New Saints FC, que Copenhague bat sur le score de deux buts à zéro.

### Rosenborg BK
Le 31 janvier 2020, Carlo Holse rejoint la Norvège en s'engageant avec le Rosenborg BK pour un contrat de quatre ans,. 
Il joue son premier match sous ses nouvelles couleurs le 16 juin 2020 lors de la première journée de la saison 2020 contre le Kristiansund BK. Il entre en jeu à la place de Edvard Tagseth, et les deux équipes se séparent sur un score nul (0-0). Le 9 août 2020, Holse se fait remarquer en réalisant son premier doublé pour Rosenborg, lors d'une rencontre de championnat face au Sarpsborg 08 FF. Il participe ainsi à la victoire de son équipe par cinq buts à un.

### Samsunspor
Le 1er septembre 2023, Carlo Holse rejoint le club turc de Samsunspor, avec lequel il signe un contrat de quatre ans, soit jusqu'en juin 2027. 
Holse se fait remarquer le 26 octobre 2024 en réalisant son premier doublé pour le club, lors d'une rencontre de championnat face au Kasımpaşa SK. Titularisé ce jour-là, il participe à la victoire de son équipe par quatre buts à un.

### En sélection nationale
Avec les moins de 17 ans, il participe au championnat d'Europe des moins de 17 ans en 2016. Lors de cette compétition, il joue les trois matchs disputés par son équipe. Le Danemark enregistre une seule victoire, face à la Suède. 
Avec les moins de 19 ans, il inscrit deux buts, tout d'abord contre la Roumanie en octobre 2017 (match amical), puis contre la Bosnie-Herzégovine en mars 2018 (éliminatoires Euro U19).
Avec les moins de 20 ans, il inscrit un but lors d'un match amical contre la Russie en octobre 2018 (victoire 0-3).
Le 16 janvier 2019, Carlo Holse joue son premier match avec l'équipe du Danemark espoirs face au Mexique, où les Danois s'imposent (0-1).

## Statistiques
| Saison                | Club                  | Championnat           | Championnat | Championnat | Championnat | Coupe(s) nationale(s) | Coupe(s) nationale(s) | Coupe(s) nationale(s) | Supercoupe | Supercoupe | Supercoupe | Compétition(s) continentale(s) | Compétition(s) continentale(s) | Compétition(s) continentale(s) | Compétition(s) continentale(s) | Total | Total | Total |
| Saison                | Club                  | Division              | M.          | B.          | P.d.        | M.                    | B.                    | P.d.                  | M.         | B.         | P.d.       | Comp.                          | M.                             | B.                             | P.d.                           | M.    | B.    | P.d.  |
| 2016-2017             | FC Copenhague         | Superliga             | -           | -           | -           | 1                     | 0                     | 0                     | -          | -          | -          | -                              | -                              | -                              | -                              | 1     | 0     | 0     |
| 2017-2018             | FC Copenhague         | Superliga             | 8           | 0           | 0           | 1                     | 2                     | 0                     | -          | -          | -          | C3                             | 2                              | 0                              | 0                              | 11    | 2     | 0     |
| 2018-2019             | FC Copenhague         | Superliga             | 10          | 1           | 1           | 2                     | 0                     | 2                     | -          | -          | -          | C3                             | 5                              | 1                              | 0                              | 17    | 2     | 3     |
| 2019-2020             | FC Copenhague         | Superliga             | 9           | 0           | 2           | 1                     | 0                     | 0                     | -          | -          | -          | C1+C3                          | 4+3                            | 0+0                            | 0+0                            | 17    | 0     | 2     |
| Sous-total            | Sous-total            | Sous-total            | 27          | 1           | 3           | 5                     | 2                     | 2                     | 0          | 0          | 0          | -                              | 14                             | 1                              | 0                              | 46    | 4     | 5     |
| 2018-2019             | Esbjerg fB (prêt)     | Superliga             | 14          | 3           | 1           | 1                     | 0                     | 0                     | -          | -          | -          | -                              | -                              | -                              | -                              | 15    | 3     | 1     |
| Sous-total            | Sous-total            | Sous-total            | 14          | 3           | 1           | 1                     | 0                     | 0                     | 0          | 0          | 0          | -                              | 0                              | 0                              | 0                              | 15    | 3     | 1     |
| 2020                  | Rosenborg BK          | Eliteserien           | 30          | 5           | 5           | -                     | -                     | -                     | -          | -          | -          | C3                             | 4                              | 1                              | 2                              | 34    | 6     | 7     |
| 2021                  | Rosenborg BK          | Eliteserien           | 29          | 7           | 7           | 2                     | 1                     | 1                     | -          | -          | -          | C4                             | 6                              | 1                              | 1                              | 37    | 9     | 9     |
| 2022                  | Rosenborg BK          | Eliteserien           | 28          | 3           | 16          | 3                     | 2                     | 0                     | -          | -          | -          | -                              | -                              | -                              | -                              | 31    | 5     | 16    |
| 2023                  | Rosenborg BK          | Eliteserien           | 16          | 3           | 2           | 1                     | 0                     | 0                     | -          | -          | -          | C4                             | 4                              | 1                              | 0                              | 21    | 4     | 2     |
| Sous-total            | Sous-total            | Sous-total            | 103         | 18          | 30          | 6                     | 3                     | 1                     | 0          | 0          | 0          | -                              | 14                             | 3                              | 3                              | 123   | 24    | 34    |
| 2023-2024             | Samsunspor            | Süper Lig             | 33          | 5           | 3           | -                     | -                     | -                     | -          | -          | -          | -                              | -                              | -                              | -                              | 33    | 5     | 3     |
| Sous-total            | Sous-total            | Sous-total            | 33          | 5           | 3           | 0                     | 0                     | 0                     | 0          | 0          | 0          | -                              | 0                              | 0                              | 0                              | 33    | 5     | 3     |
| Total sur la carrière | Total sur la carrière | Total sur la carrière | 177         | 27          | 37          | 12                    | 6                     | 3                     | 0          | 0          | 0          | -                              | 28                             | 4                              | 3                              | 217   | 37    | 43    |

## Palmarès
FC Copenhague
- Champion du Danemark en 2019